# Улан-Удэнский трамвай
Ула́н-Удэ́нский трамва́й — система трамвайного движения в Улан-Удэ. Была открыта 16 декабря 1958 года.
На данный момент в городе действует 6 маршрутов и 1 трамвайное депо. Стоимость проезда с 7 июля 2025 г. составляет 35 рубля (оплата кондуктору в вагоне либо банковской картой через валидатор либо наличными), интервал движения 3—7 минут. Ежедневно на линию выходят 48 вагонов. В 2019 году трамваем было осуществлено 20 % объёма перевозок пассажиров. Эксплуатацию осуществляет МУП «Управление трамвая».

## История
27 апреля 1953 года исполком Улан-Удэнского городского Совета депутатов трудящихся принял решение о необходимости строительства в городе трамвайной сети.
В 1955 году был создан пробный путь.
В 1956 году началось строительство первой очереди. Первая линия была проложена от Заудинского кольца до ПВЗ (ныне ЛВРЗ) и в 1958 году по маршруту прошёл первый трамвай. Первое трамвайное депо было рассчитано на 25 вагонов, парк которых состоял из 18 единиц модели КТМ/КТП-1. Вторую линию открыли в начале 1960 года: 5,8 км пути от Шишковки до улицы Мухина, позже переименованной в проспект 50-летия Октября. Через полтора года была построена линия от Заудинского кольца до тонкосуконной фабрики, на улице Сахьяновой, протяжённостью 5,5 км.
В 1964 году парк вагонов увеличился до 74 единиц.
В январе 1967 года был построен нынешний трамвайный парк в Октябрьском районе на 100 единиц двухосных вагонов типов КТМ-1 и КТМ-2.
В 1969 году появились четырёхосные вагоны типа КТМ-5М.
В 1970 году был сдан в эксплуатацию участок пути от трамвайного депо до посёлка Никольский протяженностью 6,2 км (район нынешней остановки «20а квартал»).
В 1973 году весь парк был заменён на новые усовершенствованные вагоны КТМ-5М3.
В 1975 году построен участок в 2,9 км от посёлка Никольский до Мелькомбината.
В 1981 году открыто движение через Новый мост по участку «База — Стрелка» протяжённостью 4,4 км.
В ноябре 1983 года была сдана в постоянную эксплуатацию линия «ТСК — 40-й квартал» протяжённостью 4,4 км.
В 1989 году схема движения обрела современные очертания, после того как было закольцовано движение от проходной ЛВРЗ до Стрелки протяжённостью 4,9 км.
В 1993 году депо получило первые вагоны модели 71-608К.
В 2004 году предприятие первым по региону Сибири и Дальнего Востока освоило эксплуатацию вагонов новой модификации модели 71-619КТ.
В сентябре 2007 года был пущен автомобильный путепровод («Богатырский мост») с трамвайным движением между 40-м и 20-м кварталами.
С сентября 2013 года эксплуатируются обгонные пути на конечной станции «Шишковка» протяжённостью 0,2 км.
С октября 2011 года в трамвае маршрута № 4 действует бесплатная сеть Wi-Fi Часть трамваев оснащена видеорегистраторами..
В 2013 году МУП «Управление трамвая» стало победителем национальной общественной премии транспортной отрасли «Золотая колесница» в номинации «Лучшее российское региональное предприятие транспорта общего пользования».
В 2017 году в трамваях внедрена безналичная система оплаты проезда.
4 сентября 2019 прибыл первый трамвай модели 71-911ЕМ..
В 2020 году вагоны 71-608К были отстранены от эксплуатации. В августе 2020 года в город прибыли 10 б/у вагонов модели 71-619А из Москвы.
12 февраля 2024 прибыл первый трамвай модели 71-923М. 21 февраля того же года прибыл второй трамвай данной модели.

## Пересадочный тариф
Пересадочный тариф — это возможность сэкономить при пересадке с автобуса на трамвай, или наоборот, оплатив лишь разницу между стоимостью билетов в разных видах общественного транспорта. Он начал работать с конца 2021 года (трамвай 35 рубля и автобусы 40 рублей за поездку соответственно).
Оплата производится по безналичному расчёту, банковской картой или устройством с поддержкой NFC.
Единственное условие — расчет в следующем виде транспорта нужно осуществить в течение 90 минут, тем же способом.
На сегодняшний день пересадочный тариф работает на следующих маршрутах:
- № 1 Шишковка — Новый мост — 40-й квартал — Шишковка (круговой по часовой стрелке);
- № 2 Шишковка — 40-й квартал — Новый мост — Шишковка (круговой против часовой стрелки);
- № 4 ЛВРЗ — Мелькомбинат;
- № 5 Мелькомбинат — Шишковка;
- № 7 БНЦ — Площадь Советов — Площадь Комсомольская — Торговая площадь «Фортуна» — ВСГТУ — БНЦ;(круговой по часовой стрелке)
- № 8 БНЦ — ВСГТУ — Торговая площадь «Фортуна» — Площадь Комсомольская — Площадь Советов — БНЦ (круговой против часовой стрелки)

## Подвижной состав

### Современный
Вагонный парк состоит из вагонов производства Усть-Катавского вагоностроительного завода моделей КТМ-5 (поставки 1985—1991 гг.), КТМ-8 (1993—1994 гг., 1998—2000 гг.), КТМ-19 (2004—2009 гг.), а также вагонов производства «ПК Транспортные системы» модели 71-911ЕМ (поставка 2019 года)
По состоянию на июль 2025 года в парке работают:
- Пассажирские: всего 80 единицы.
  - КТМ-5 (71-605, 71-605A) — 22 ед.,
  - КТМ-8 (71-608К, 71-608КМ) — 4 ед.,
  - КТМ-19 (71-619КТ, 71-619A) — 28 ед.,
  - 71-911ЕМ «Львёнок» — 15 ед.,[5]
  - 71-923М «Богатырь-М» — 2 ед.
- Служебные — 9 единиц.

- Улан-Удэнский трамвай
- 71-911ЕМ
- КТМ-19 (71-619КТ)
- КТМ-8 (71-608К)
- КТМ-5 (71-605, 71-605A)

## Маршруты
|  |  |  |  |

|  |  |  |  |

|  |  |  |  |  |  |

|  |  |  |  |  |  |

|  |  |  |  |  |

|  |  |  |  |  |

|  |  |

|  |  |  |  |

|  |  |  |  |

|  |  |  |  |

|  |  |  |  |

|  |  |  |  |

|  |  |  |  |

|  |  |  |  |

|  |  |  |  |

|  |  |  |  |  |  |  |  |

|  |  |  |  |  |  |

|  |  |  |  |  |  |  |

|  |  |  |  |  |  |  |  |

|  |  |  |  |  |  |  |  |

|  |  |  |  |  |  |  |  |

|  |  |  |  |  |  |  |  |

|  |  |  |  |  |  |  |  |

|  |  |  |  |  |  |  |  |

|  |  |  |  |  |  |  |

|  |  |  |  |  |  |  |  |

|  |  |  |  |  |  |  |  |

|  |  |  |  |  |  |  |

|  |  |  |  |  |  |  |

|  |  |  |  |  |  |  |  |

|  |  |  |  |  |  |  |

|  |  |  |  |  |  |  |  |

|  |  |  |  |  |  |  |

|  |  |  |  |  |  |  |  |

|  |  |  |  |  |  |  |

|  |  |  |  |  |  |  |  |

|  |  |  |  |  |  |  |

|  |  |  |  |  |  |  |

|  |  |  |  |  |  |  |

|  |  |  |  |  |  |  |

|  |  |  |  |  |  |  |

|  |  |  |  |  |  |  |

|  |  |  |  |  |  |  |

|  |  |  |  |  |  |  |

|  |  |  |  |  |  |  |

|  |  |  |  |  |  |  |

|  |  |  |  |  |  |  |

|  |  |  |  |  |  |  |

|  |  |  |  |  |  |  |

|  |  |  |  |  |  |  |

|  |  |  |  |  |  |  |

|  |  |  |  |  |  |  |

|  |  |  |  |  |  |

|  |  |  |  |  |  |

|  |  |  |  |  |

|  |  |  |  |  |

|  |  |  |  |  |

### Существующая сеть
| № | Следует                                                                                   | Дополнительно                                    |
| - | ----------------------------------------------------------------------------------------- | ------------------------------------------------ |
| 1 | Шишковка — Новый мост — 40-й квартал — Элеватор — Шишковка                                | круговой, по часовой стрелке                     |
| 2 | Шишковка — Элеватор — 40-й квартал — Новый мост — Шишковка                                | круговой, против часовой стрелки                 |
| 4 | ЛВРЗ — Мелькомбинат                                                                       |                                                  |
| 5 | Мелькомбинат — Шишковка                                                                   | Дополнительный маршрут, выходит в вечернее время |
| 7 | БНЦ — Площадь Советов — Площадь Комсомольская — Торговая площадь «Фортуна» — ВСГТУ — БНЦ  | круговой, по часовой стрелке                     |
| 8 | БНЦ — ВСГУТУ — Торговая площадь «Фортуна» — Площадь Комсомольская — Площадь Советов — БНЦ | круговой, против часовой стрелки                 |

Перевозки осуществляются по шести маршрутам общей протяжённостью более 70,4 км. Эксплуатационная длина трамвайной сети в 2007 году составляла 24,1 || км.

### Историческая сеть
- № 1 ЛВРЗ — Фабрика ПОШ;
- № 2 Шишковка — Фабрика ПОШ;
- № 3 ЛВРЗ — Шишковка;
- № 4 ул. Кирова — Мелькомбинат;
- № 5 Ул. Кирова — Шишковка (был очень быстро отменен);
- № 6 Стрелка — Фабрика ПОШ;
- № 7 Шишковка — 40-й квартал.

### Планы
Планируется строительство трамвайных путей в юго-восточную и юго-западную часть города.

## Пассажироперевозки
Динамика объёмов перевозок
- 2014 — 11 млн.
- 2015 — 12 млн.
- 2016 — 11 млн.
- 2017 — 13 млн.
- 2018 — 14 млн.
- 2019 — 15 млн.
- 2020 — 12 млн.
- 2021 — 16,9 млн.
- 2022 — 19,9 млн.
- 2023 — 21,9 млн.
- 2024 — 23,2 млн.

За 60 лет Улан-Удэнский трамвай перевёз 1 миллиард 723 миллиона пассажиров, пробег составил 185 миллионов километров.

## Депо
В городе действует одно трамвайное депо — трамвайный парк по ул. Сахьяновой, 4, открытый в 1967 году.
Нумерация вагонов производится двузначными числами.